# Galerina sulciceps
Galerina sulciceps es una especie de hongo peligrosamente tóxico de la familia Strophariaceae, del orden Agaricales. Se distribuye por Indonesia y la India tropicales, pero en ocasiones se ha encontrado fructificando en invernaderos europeos. Más tóxica que la Amanita phalloides, la G. sulciceps contiene las toxinas alfa- (α-), beta- (β-) y gamma- (γ-) amanitina; una serie de intoxicaciones ocurridas en Indonesia en la década de 1930 causó 14 muertes por el consumo de esta especie. Tiene el típico aspecto de «seta marrón pequeña», sin apenas características externas evidentes que ayuden a diferenciarla de muchas otras especies similares de color marrón indistinto. Los cuerpos fructíferos del hongo son de color leonado a ocre, profundizando a marrón rojizo en la base del tallo. Las láminas están bien separadas y el tallo no presenta ningún anillo.

## Historia y taxonomía
Esta especie fue descrita por primera vez en la literatura como Marasmius sulciceps por el naturalista inglés Miles Joseph Berkeley en 1848, basándose en un espécimen encontrado cuatro años antes creciendo en madera vieja en Ceilán (actual Sri Lanka). En 1898, Otto Kuntze transfirió la especie a Chamaeceras, un género que desde entonces ha sido subsumido de nuevo en Marasmius. Debido a su impresión de esporas de color marrón, el micólogo holandés Karel Bernard Boedijn transfirió la especie al género Phaeomarasmius en 1938. En 1951, volvió a describir la especie y la transfirió a su posición actual en Galerina. El exhaustivo tratamiento taxonómico de los Agaricales de Rolf Singer situó a Galerina sulciceps en la sección Naucoriopsis del género Galerina, una subdivisión definida por primera vez por el micólogo francés Robert Kühner en 1935.  Esta sección incluye pequeños hongos de esporas marrones que cuando son jóvenes tienen el margen del sombrero curvado hacia dentro, y pleurocistidios de paredes finas, obtusos o con extremos agudos que no son ampliamente redondeados en la parte superior. Todas las Galerina venenosas que contienen amatoxinas pertenecen a la sección Naucoriopsis.

## Descripción
Al principio, el sombrero tiene forma ovoide en los ejemplares jóvenes, pero cambia de forma a medida que madura, volviéndose convexo y más tarde más o menos plano con una depresión central. En el centro del sombrero hay un umbo aproximadamente esférico, una protuberancia parecida a un pezón. El sombrero es higrófano, lo que significa que cambia de color dependiendo de su estado de hidratación: el color es leonado en especímenes húmedos, cambiando a ocre con bordes marrón oscuro cuando se seca. El diámetro del sombrero suele ser de 1,5 a 4 cm, con una superficie lisa y de consistencia casi gelatinosa. El borde del sombrero es fino y ondulado, y a menudo está abierto. Las láminas son ampliamente adnatas (unidas al pedúnculo ligeramente por encima de la parte inferior de la lámina, con la mayor parte de la lámina fusionada al pedúnculo) a ligeramente decurrentes (corriendo a lo largo del pedúnculo). Intercaladas entre las branquias hay branquias más cortas, llamadas laminas, que parten del sombrero, pero no llegan al tallo. Las agallas son anchas (hasta 4 mm) y gruesas en la base (1 mm), y cuando maduran pueden desarrollar venas que discurren entre las agallas en la superficie inferior del sombrero. El tallo mide de 0,4 a 2,5 cm de largo, de 0,15 a 0,3 cm de grosor y suele estar unido centralmente a la parte inferior del sombrero, aunque a veces puede estar ligeramente descentrado. Los tallos son sólidos, cilíndricos y pueden ser pruinosos (espolvoreados con una capa muy fina de polvo).
La descripción original de Berkeley señalaba un parecido con un pequeño Marasmius peronatus, un hongo hoy conocido como Gymnopus peronatus.

### Características microscópicas

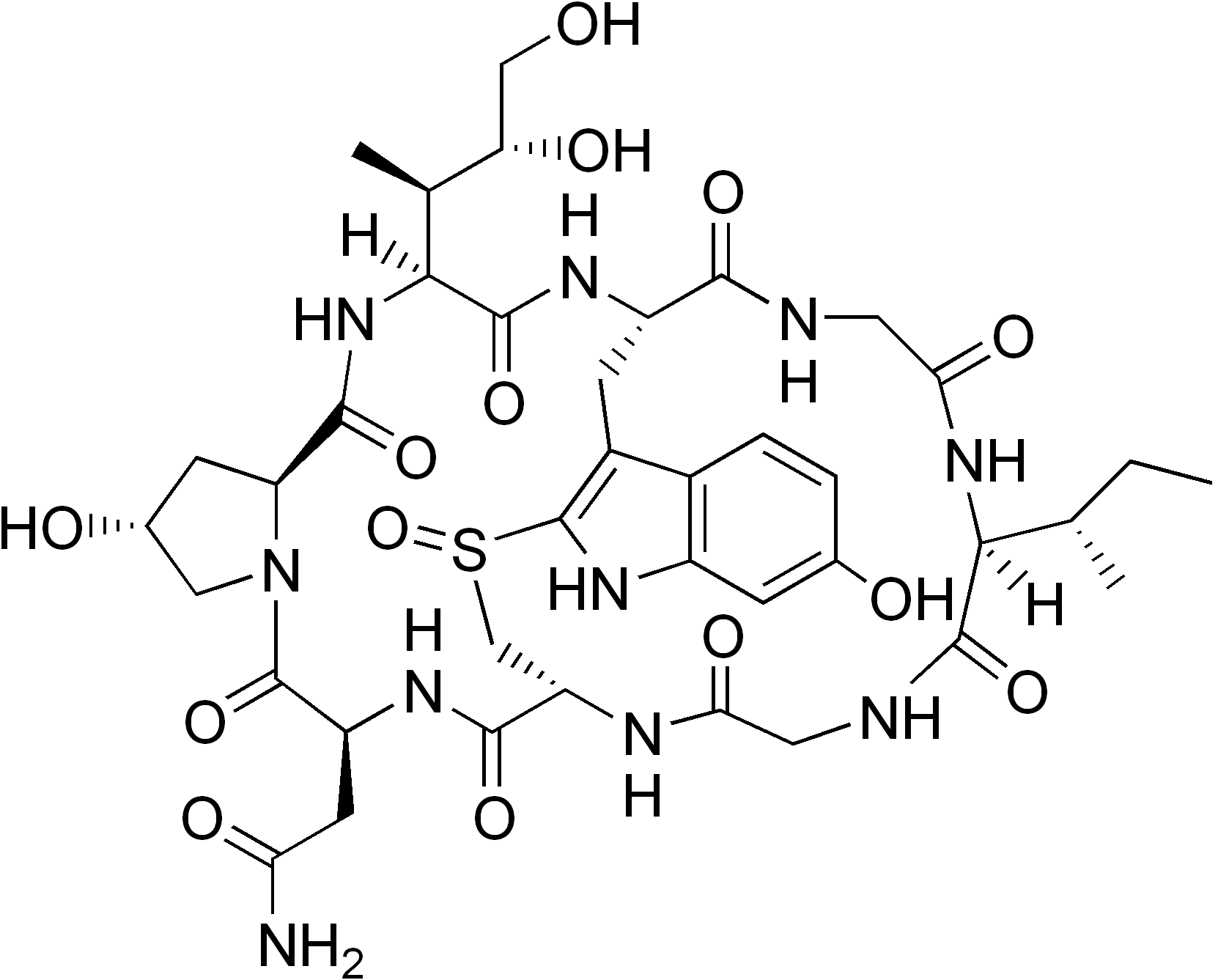
La alfa-amanitina es la principal toxina de esta especie.

Las esporas son de elipsoides a almendradas, con unas dimensiones de 7,2-9,7 por 4,5-5,8 μm. Los basidios (células portadoras de esporas) son de cilíndricos a ligeramente en forma de garrote, tienen cuatro esporas y miden 30-45 por 5,5-6 μm. Los esterigmas (proyecciones de los basidios que fijan las esporas) miden 5-6 μm. Los pleurocistidios (cistidios situados en la cara branquial) son de paredes finas, con cuellos largos y algo cilíndricos, y su color puede variar de translúcido (hialino) a amarillo parduzco pálido. Suelen medir 40 por 10,5 μm, aunque ocasionalmente pueden ser más grandes, de hasta 142 por 18 por 8 μm. Los cistidios del borde branquial -los queilocistidios- tienen un aspecto similar a los pleurocistidios. Las hifas de G. sulciceps tienen conexiones en pinza, ramificaciones cortas que conectan una célula con la anterior para permitir el paso de los productos de la división nuclear.

## Bioquímica
Galerina sulciceps es mortalmente venenosa; un autor opina que es «quizá la seta más tóxica conocida por el hombre», mientras que estudios posteriores de concentraciones de toxinas en setas que contienen amanitina corroboran esta opinión.  Se ha observado que los síntomas de intoxicación atribuidos a esta seta son relativamente inusuales: un efecto anestésico local, sensación de «pinchazos» y náuseas sin vómitos. Aunque estos síntomas clínicos no concuerdan con los de la intoxicación por amatoxinas, la presencia de α-, β- y γ- amanitinas en esta especie se ha verificado con análisis cromatográficos.  Las amatoxinas dañan el hígado y el riñón al unirse de forma irreversible a la ARN polimerasa II.  En tres casos distintos de envenenamiento en Indonesia murieron 18 personas, 14 de ellas. Según este conjunto de sucesos, la muerte se produce en 7-51 horas «a menos que el paciente sobreviva, lo que parece depender de la cantidad ingerida y del vigor del individuo». Otra muerte atribuida a este hongo se registró en Alemania a principios de los años 80. Los envenenamientos graves se han tratado con diálisis sanguínea completa o trasplantes de hígado.

## Hábitat y distribución
Esta especie crece sobre madera muerta en zonas tropicales como Indonesia (Java y Sumatra), y cerca de la India (Sri Lanka), donde es prolífica en algunas zonas. No se encuentra en Norteamérica. En Alemania, se ha encontrado creciendo en invernaderos, y se conoce en la lengua vernácula como Gewächshaus-Häubling, que significa «Galerina de invernadero». En un caso, se descubrió el hongo fructificando en grupos densos en macetas de orquídeas sobre serrín húmedo de coníferas.